# Rumex azoricus
Rumex azoricus Rech.f., conhecida pelo nome comum de labaça, é uma planta herbácea pertencente à família Polygonaceae, endémica nos Açores. A espécie é protegida pela Convenção de Berna e pela Diretiva Habitats.